# Telicomys
A Telicomys az emlősök (Mammalia) osztályának a rágcsálók (Rodentia) rendjébe, ezen belül a pakaránafélék (Dinomyidae) családjába tartozó fosszilis nem.

## Tudnivalók
A Telicomys-fajok Dél-Amerika területén éltek a miocén és pliocén korok határán.
A T. gigantissimus faj, a 2 méteres hosszával, a legnagyobb rágcsálófajok közé sorolható, a Phoberomysszal, Josephoartigasiával és az óriáshóddal (Castoroides ohioensis) együtt. A legközelebbi rokona a Phoberomys volt, de rokonságban állt a mai legnagyobb rágcsálófajjal is, a 130 centiméter hosszú vízidisznóval (Hydrochoerus hydrochaeris). A ma is élő legközelebbi rokona, azonban a 80 centiméteres pakarána (Dinomys branickii).

## Rendszerezés
A nembe az alábbi fajok tartoztak:
- Telicomys giganteus
- Telicomys gigantissimus
- Telicomys amazonensis - feltételezett faj

### Fordítás
- Ez a szócikk részben vagy egészben  a   Telicomys című angol Wikipédia-szócikk fordításán alapul.  Az eredeti cikk szerkesztőit annak laptörténete sorolja fel. Ez a jelzés csupán a megfogalmazás eredetét és a szerzői jogokat jelzi, nem szolgál a cikkben szereplő információk forrásmegjelöléseként.